# حارة سوق الربوع (ذمار)
حارة سوق الربوع هي إحدى حارات مدينة ذمار التابعة لمحافظة ذمار، بلغ تعداد سكانها 259 نسمة حسب تعداد اليمن لعام 2004.